# Le Louxor
Pour les articles homonymes, voir Louxor (homonymie).
Le Louxor est une salle de cinéma située au no 170, boulevard de Magenta dans le 10e arrondissement de Paris (France), construite par l'architecte Henri Zipcy et inaugurée le 6 octobre 1921.
Inscrite au titre des monuments historiques le 5 octobre 1981 (façades et toitures), elle est transformée en boîte de nuit en 1983. Fermée en 1988 et laissée à l'abandon, elle rouvre finalement le 17 avril 2013, entièrement rénovée et dotée désormais de trois salles.

## Historique

### Construction et inauguration
Dans le 10e arrondissement de Paris, à l’angle du boulevard de la Chapelle et du boulevard de Magenta, le cinéma est édifié en 1921, à l’emplacement du grand magasin Sacré-Cœur Nouveautés, par l’architecte Henri Zipcy pour le compte de l’investisseur Henry Silberberg (comme en témoignent les plans d’origine).
Inauguré le 6 octobre 1921, avec au programme un film de science-fiction danois muet de 1918 À 400 millions de lieues de la Terre (Himmelskibet) réalisé par Holger-Madsen, accompagné de films courts et d’extraits de Métempsycose (The Star Rover) d'Edward Sloman (1920), Pour un corset (Betty’s Green-Eyed Monster) de Arvid E. Gillstrom et Lui… sur des roulettes (Don’t Shove / Poussez pas !) d’Alfred J. Goulding et Hal Roach, avec Harold Loyd (1919) et des actualités Gaumont.
Rare rescapé des cinémas d’avant-guerre, le Louxor est un remarquable exemple de l’architecture antique des années 1920. La façade néo-égyptienne — dont il tire son nom en référence à la ville de Louxor  — et les toitures de ce bâtiment ont été inscrites à l’inventaire supplémentaire des monuments historiques le 5 octobre 1981. Les mosaïques multicolores de la façade (bleu cobalt, noir et or), œuvre du décorateur Amédée Tiberti, ont été réalisées par la fabrique de céramiques Gentil et Bourdet, implantée à Billancourt et très réputée dans les années 1920-1930. Aux motifs floraux s’ajoutent scarabées, cobras et, au-dessus de la petite terrasse, un grand disque ailé. La salle avec ses deux balcons offre alors 1 195 places.

#### Adoption du style néo-égyptien
Pourquoi avoir choisi l’Égypte antique plutôt que Rome ou le règne de Louis XVI – alors fort en vogue dans les édifices de spectacle ? Il s'agissait de singulariser ce cinéma de ses concurrents, et le style égyptisant présentait une originalité forte. L'historien François Loyer, dans un article publié sur le site Action Barbès, a avancé l'hypothèse de l'influence d'un film sur Cléopâtre, avec Theda Bara, La Reine des Césars, tourné en 1917 pour la compagnie Fox par J. Gordon Edwards. Or rien ne prouve cette assertion, d'autant que l'origine du décor égyptien est plutôt à chercher dans le domaine architectural (Exposition universelle de 1900 et autres bâtiments égyptisants parisiens). L’investisseur Henry Silberberg a-t-il choisi lui-même le nom du Louxor et sa décoration néo-égyptienne, ou est-ce une initiative de l’architecte Zipcy et des décorateurs ?

### Transfert aux cinémas Lutétia (1922-1929) puis à Pathé (1929-1983)
L'investisseur Henry Silberberg, mis en faillite par une banque italienne, meurt en novembre 1921. Le Louxor, mis en liquidation en janvier 1922, est acheté en avril 1922 par la Société des cinémas Lutétia dirigée par Paul Fournier.
Les cinémas Lutétia jouent, pendant les années 1920, un rôle de premier plan dans l’exploitation cinématographique avec les cinémas Aubert. Le réseau Lutétia dispose de treize salles à Paris en 1924, dont les très prestigieux Lutétia-Wagram (ouvert en 1913) et Royal-Wagram (ouvert en 1918). En 1929, la vingtaine d’établissements du groupe est reprise par la société Pathé qui l'adapte au cinéma sonore.

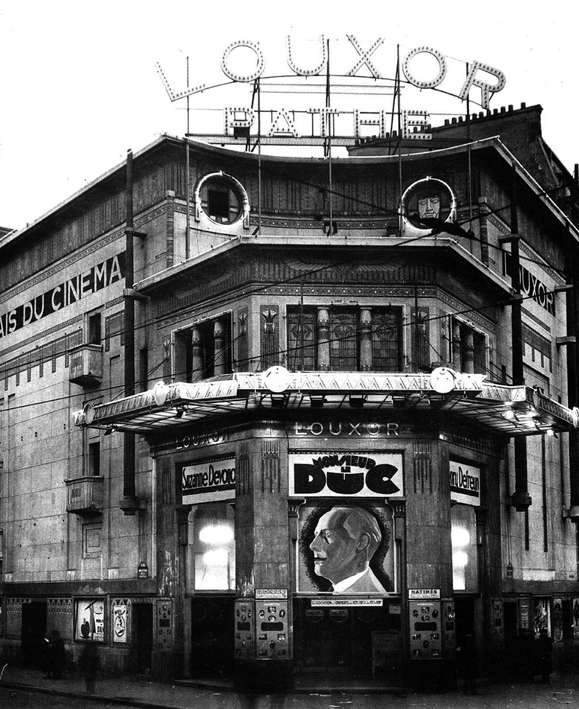
Le Louxor en 1930. À l’affiche : Monsieur le duc de Jean de Limur.

Le Louxor, comme tant de salles de quartier, subit les conséquences du déclin de fréquentation qui s’amorce dès la fin des années 1950, obligeant le cinéma à se renouveler et les exploitants à moderniser leurs salles. Couleur, CinemaScope, qualité du son, le Louxor suit le mouvement et s’adapte. S'il conserve au cours des années sa structure originelle et possède encore une vaste salle avec deux niveaux de balcon, il a subi plusieurs transformations, notamment en 1954 et 1964.
La programmation, elle aussi, doit s’adapter aux changements sociologiques et au goût du public qui le fréquente. Longtemps cinéma populaire qui passe aussi bien les succès français grand public que les films américains, le Louxor choisit de projeter à partir des années 1970 des films « exotiques » (indiens, égyptiens par exemple) en version originale, susceptibles d’attirer une population immigrée en nombre croissant dans le nord-est de Paris ainsi que du porno soft. En 1976, la projection du film Chronique des années de braise devient un événement culturel et social pour le quartier.

### Vente du Louxor et transformation éphémère en boîte de nuit dans les années 1980
Le 29 novembre 1983 se tient la dernière séance du Louxor et Pathé vend le bâtiment à la société Tati qui souhaite y implanter un commerce et empêcher qu'un concurrent ne s’y installe. Faute de pouvoir modifier la façade, le projet échoue et Tati cède la gérance à des projets d’exploitation de boîtes de nuit au milieu des années 1980 : d'abord boîte de nuit antillaise baptisée La Dérobade, il devient en août 1987 la plus grande discothèque gay de la capitale sous le nom de Megatown. Elle ferme en 1988, peu avant la mort de son créateur David Girard en 1990, et le bâtiment est laissé à l'abandon. Le Louxor - Palais du cinéma connaît alors une longue éclipse.

### Renouveau
À partir de 2001, des associations de quartier — parmi lesquelles Action Barbès — se mobilisent pour sauver ce patrimoine de la ruine. Leur revendication est double : que la ville de Paris rachète le Louxor et le rende à sa vocation culturelle. Après deux ans de mobilisation, la municipalité parisienne parvient à trouver un accord avec la société Tati et rachète le bâtiment le 25 juillet 2003. En 2008, l’architecte Philippe Pumain est désigné pour mener une opération de réhabilitation dont les travaux commencent courant 2010, pour une ouverture prévue au printemps 2013.
Avec la restauration de sa façade, la restitution partielle de la grande salle (réduite), devant porter le nom de « salle Youssef-Chahine », et de ses décors, la création de deux nouvelles salles en sous-sol, le Louxor doit être rendu à sa vocation initiale de salle de cinéma. Le plafond de la plus petite salle est voûté en anse de panier, en référence aux tombeaux égyptiens de la vallée des Rois, et d'un ton sombre pour la décoration. La salle moyenne reprend le thème de la salle à colonnades et a un « plafond ciel », bleu égyptien, thème décoratif que l’on retrouve dans un certain nombre de tombeaux égyptiens.
Un espace d’exposition et un café-club doivent compléter cet ensemble.
Le projet est néanmoins critiqué par l'association Action Barbès, contestant ainsi les choix de la ville de Paris, tant en matière de programmation culturelle que de défense du patrimoine, estimant en particulier que le projet d'un cinéma d'art et d'essai n'est pas adapté au quartier et que les réalisations prévues en sous-sol (création de salles et mise aux normes) sont destructrices d’une partie du patrimoine encore intact (décors, scène et fosse d'orchestre par exemple).
L'association Les Amis du Louxor, créée en février 2009 par des anciens membres d’Action Barbès favorables au projet, se propose quant à elle de garder le contact avec les intervenants au projet (architecte, responsables de la ville et de la mission Cinéma, élus locaux) afin de recueillir et diffuser des informations sur l’avancement des travaux et de participer à une future concertation sur la programmation lorsque celle-ci sera lancée.
En juin 2010, une nouvelle association, « Paris-Louxor, vivre ensemble le cinéma », voit le jour, avec pour but d'accompagner le projet, présent et à venir autour du cinéma Le Louxor, « de favoriser, développer et promouvoir des actions et des activités autour et avec le cinéma Le Louxor dans les champs d'interventions culturels, artistiques, patrimoniaux, éducatifs et sociaux » selon leur site Internet. Elle organise nombre de manifestations (rencontres, expositions, visites de quartier, interventions dans la ville, soirées-projection...) afin de mettre en relation les différents acteurs du projet — habitants, représentants culturels locaux, élus et ville de Paris — et participe au suivi du chantier et à la reconstitution de l'histoire du Louxor au moyen de son site internet participatif.
Le 11 décembre 2012, le conseil de Paris examine la proposition de délégation de service public pour l'exploitation de la salle puis l'octroie à la société CinéLouxor, constituée de la holding « Haut et court », de la société Xanthie Films et d'Emmanuel Papillon, lequel va diriger le Louxor avec Carole Scotta et Martin Bidou.
La salle principale, reconstruction à l'identique de la salle no 1 de 1921, conçue dans un style néoégyptien, a été baptisée du nom du réalisateur égyptien Youssef Chahine. 
La salle no 2, baptisée « Juliet-Berto - Jean-Henri-Roger » le 14 décembre 2013, évoque avec son plafond étoilé les tombes de la vallée des Rois.
La salle no 3 a une voûte en anse de panier dans les tons rouges ; un bar avec des luminaires Art déco a également été installé. 
La date de l'inauguration est finalement fixée au 17 avril 2013, et l'ouverture le 18 avril 2013 avec au programme les films The Grandmaster de Wong Kar-wai, No de Pablo Larraín, Free Angela de Shola Lynn et Le Repenti de Merzak Allouache. 
Un an après son ouverture, le 18 avril 2014, dans une interview au site Paris-Louxor.fr, les dirigeants du Louxor annoncent avoir réalisé 265 000 entrées pour un objectif initial de 170 000  à   180 000 entrées. En avril 2017, le Louxor enregistre sa millionième entrée depuis sa réouverture quatre ans plus tôt.

### Galerie

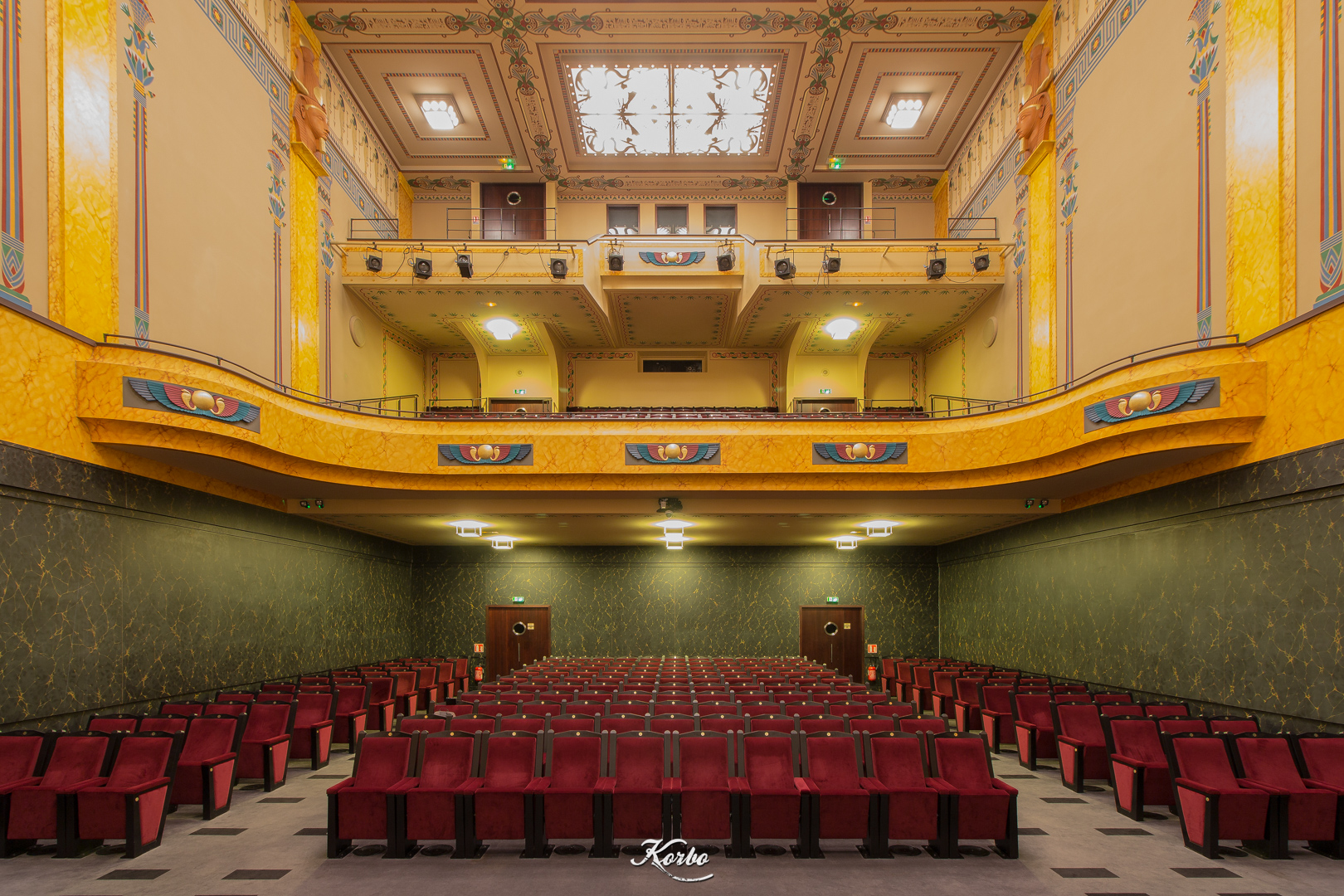
La salle Youssef-Chahine, reconstruction à l'identique de la salle no 1 de 1921, est un exemple typique d'éclectisme égyptien.
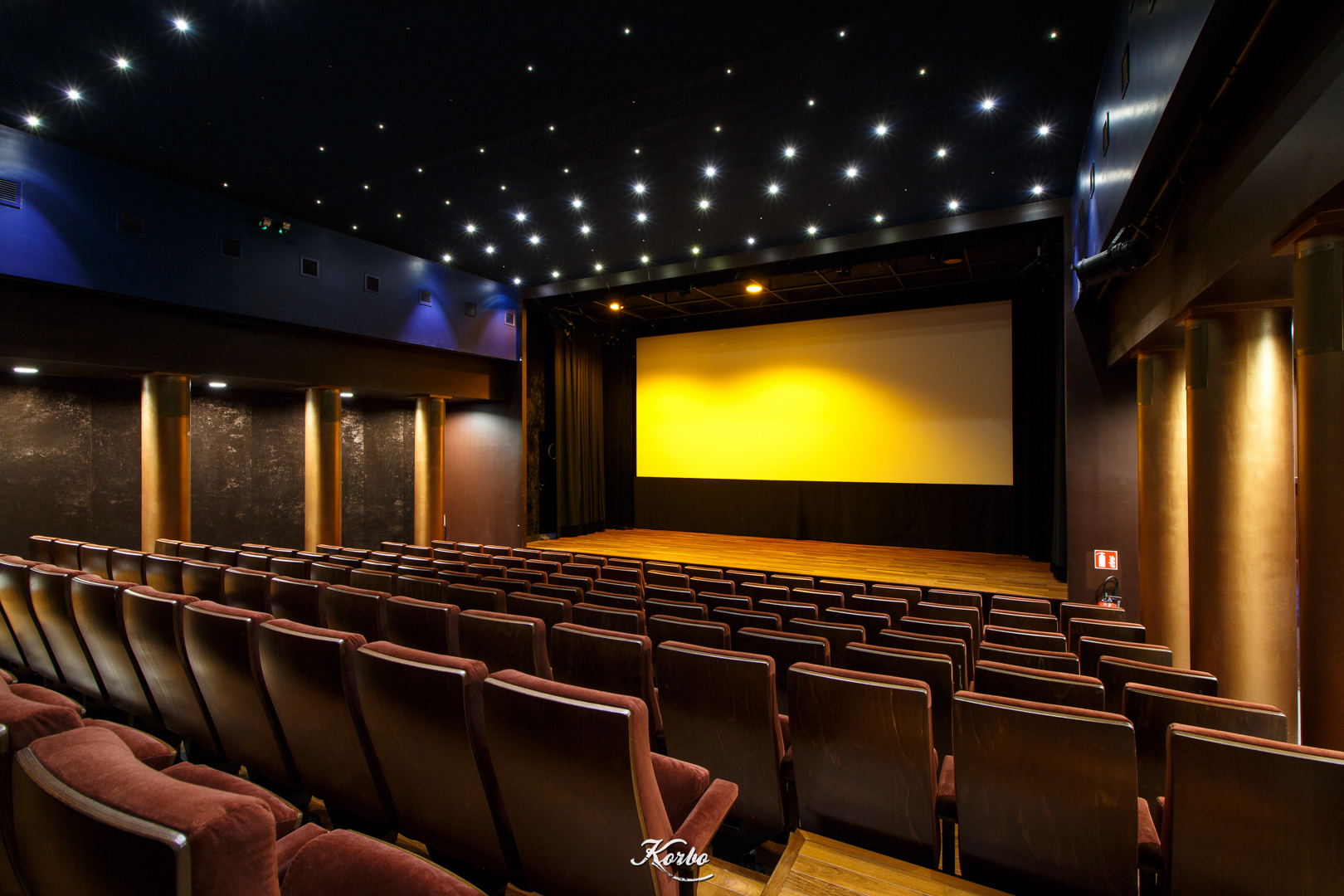
La salle no 2, dans laquelle l'aération est assurée par les piliers des sièges, dispose d'un plafond étoilé comme dans les tombes de la vallée des Rois.
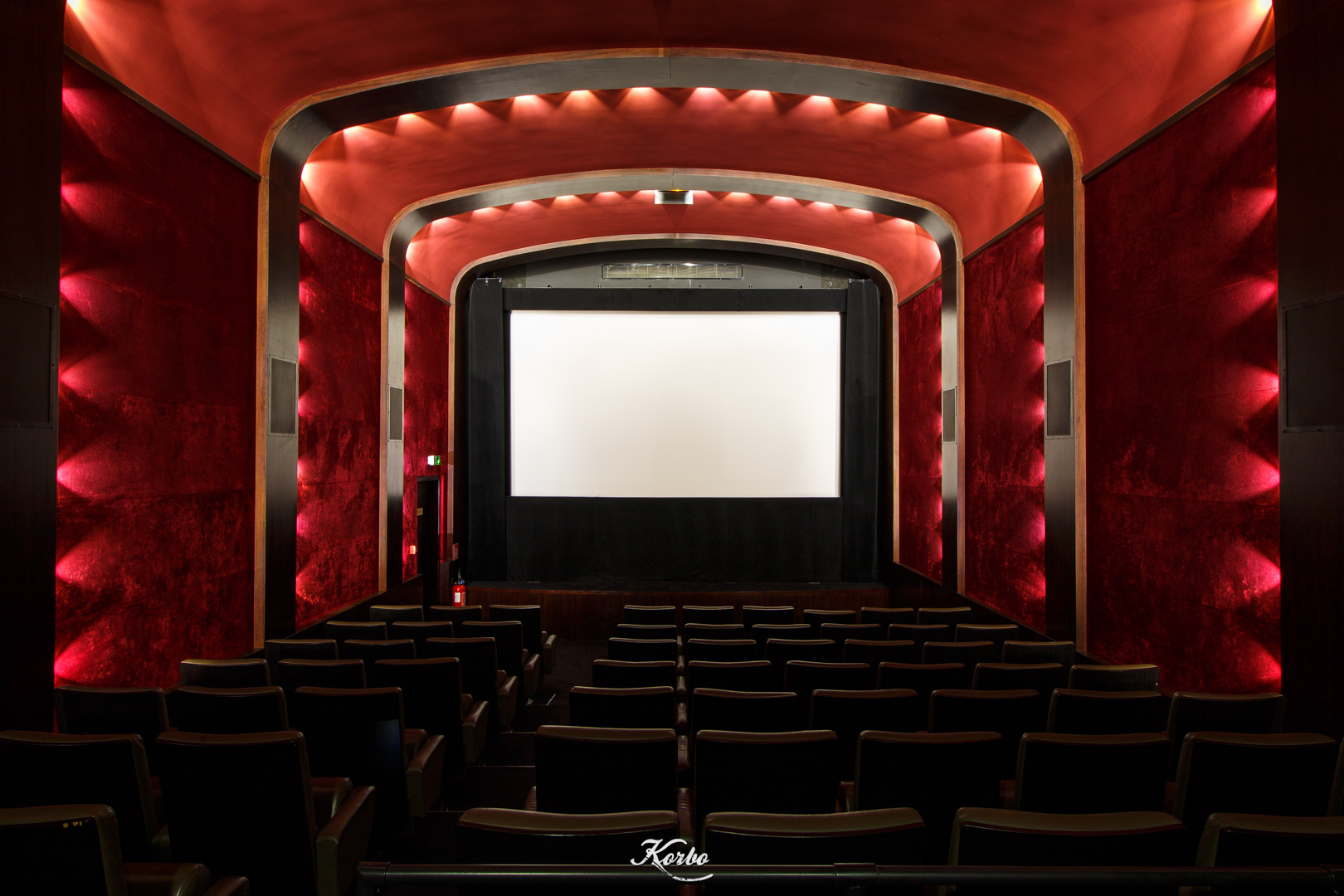
La salle no 3 est composée d'une voûte en anse de panier et de fauteuils club aux tons rouge moiré.
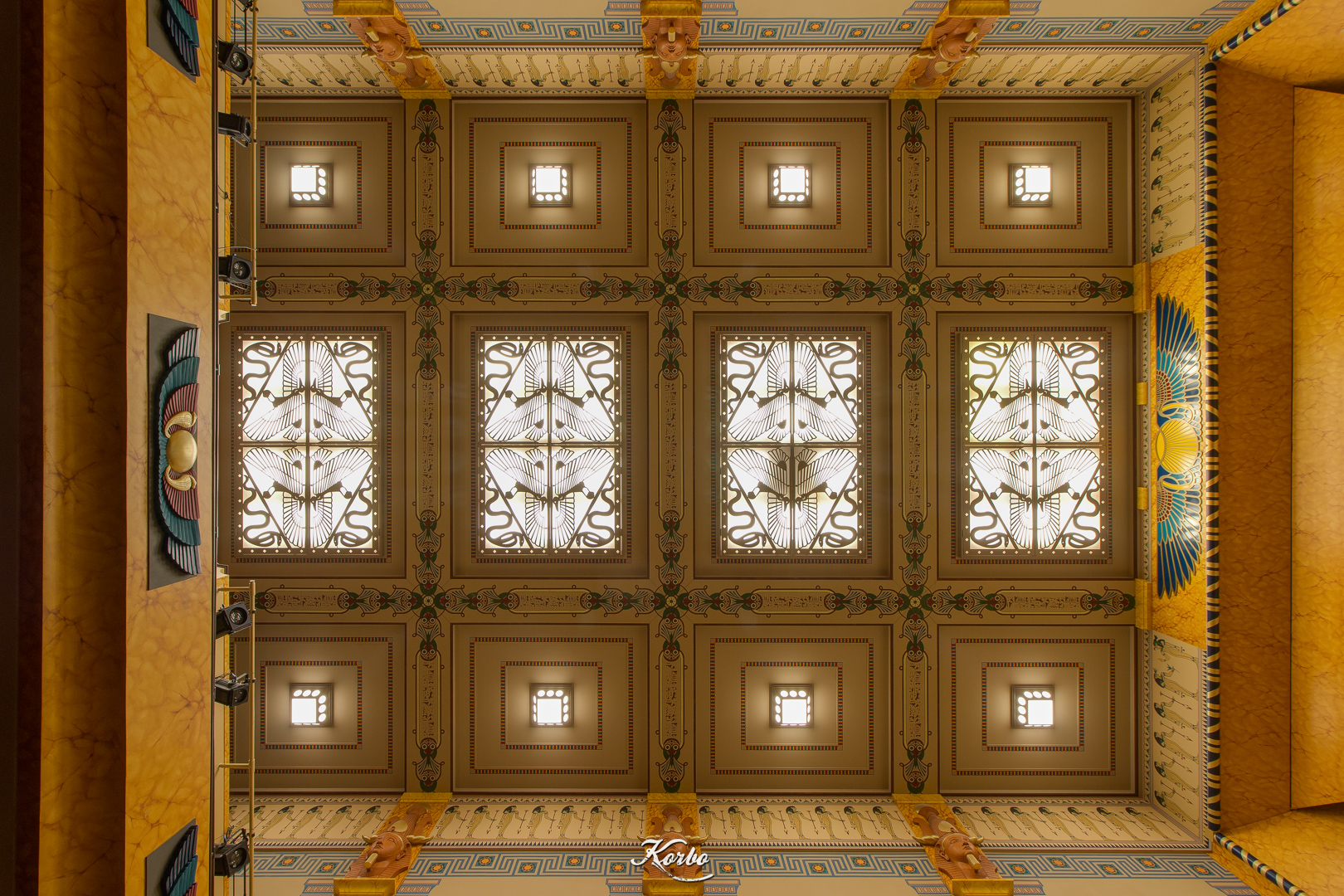
Les luminaires Art déco de la salle Youssef-Chahine.
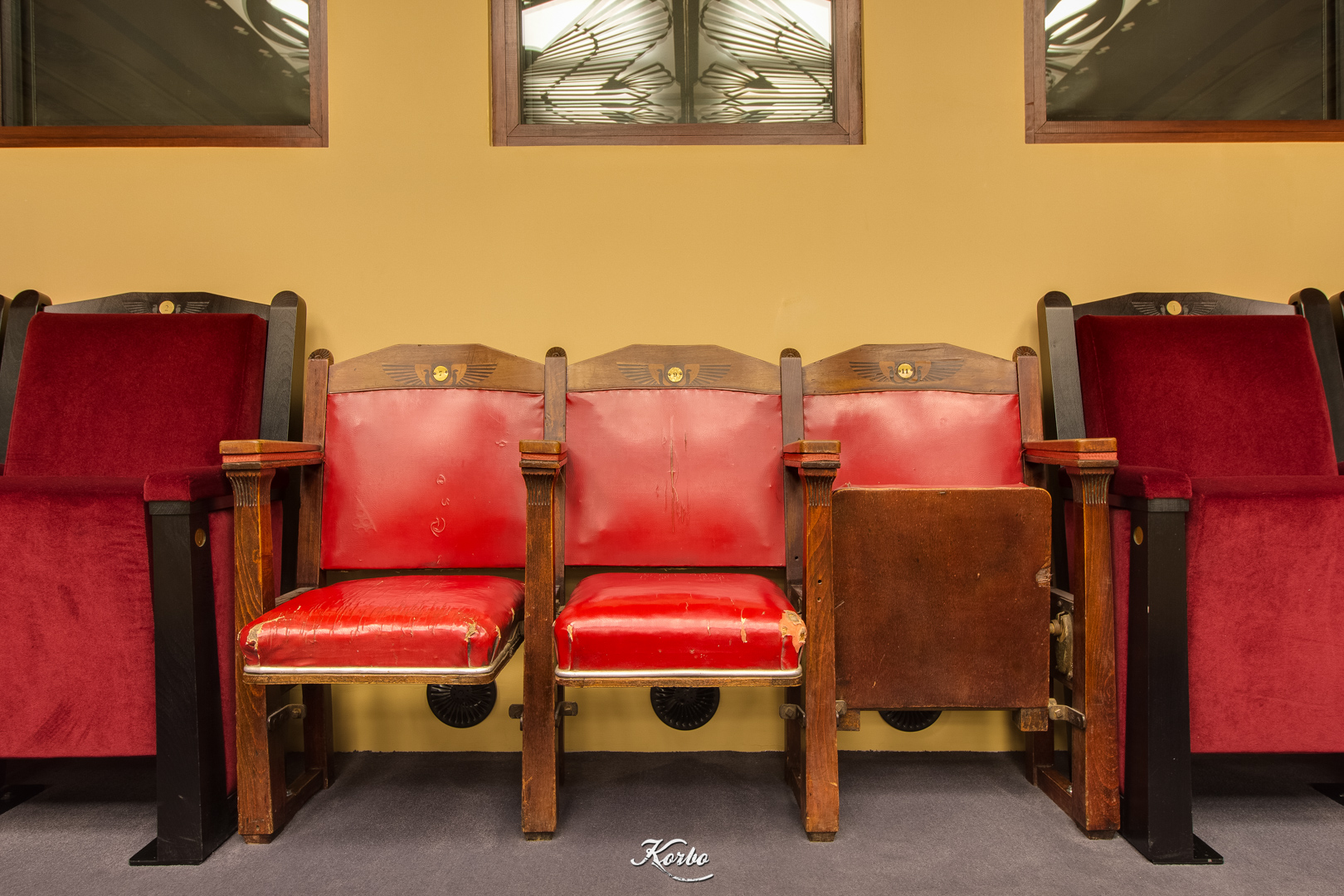
Sièges d'époque dans la salle Youssef-Chahine.
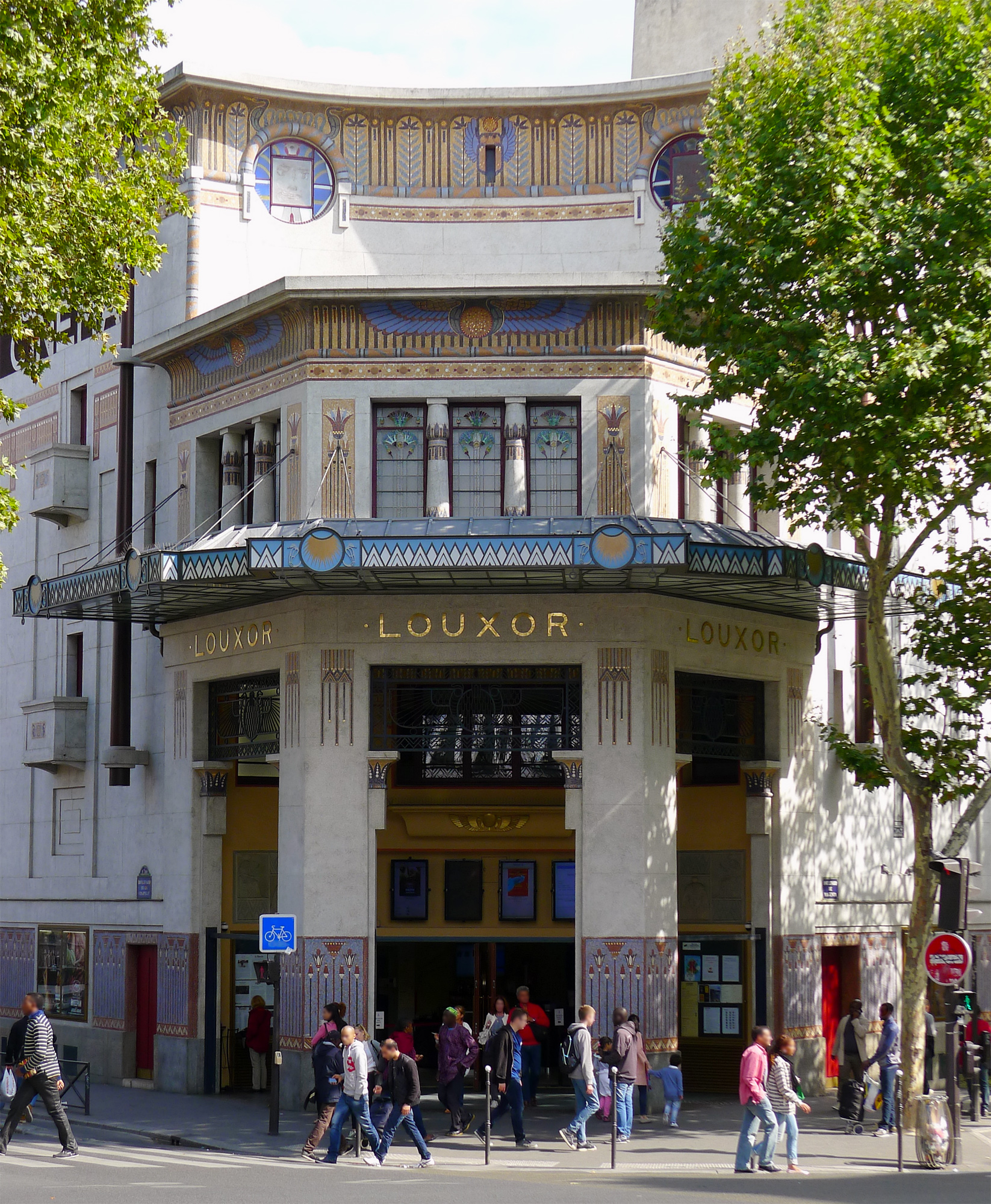
La façade du Louxor en 2015.